# 伊文斯冰川

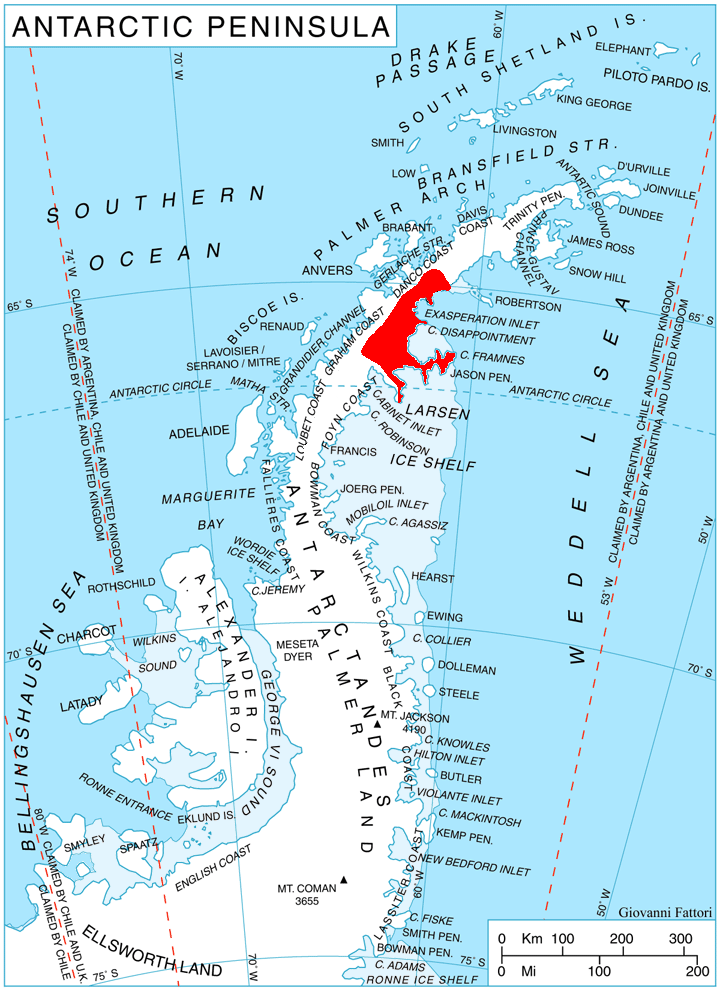

伊文斯冰川（英語：Evans Glacier）是南極洲的冰川，位於葛拉漢地東部，長28公里、寬7公里，該冰川在1928年12月10日由澳大利亞探險家發現，在1955年由英國的探險隊測量。
65°5′S 61°40′W / 65.083°S 61.667°W